# Domenico Modugno (secondo album del 1958)
Domenico Modugno è il 7º album di Domenico Modugno, pubblicato nel 1958.
Nella discografia ufficiale è il secondo album (dei sette complessivi) intitolato semplicemente con il nome e cognome dell'artista.

## Il disco
Dopo la vittoria al Festival di Sanremo, nonostante gli impegni internazionali conseguenti al grande successo di Nel blu dipinto di blu, Modugno, che affrontava un momento irripetibile di vena artistica, pubblica anche una serie di dischi a 45 e 78 giri con molte canzoni nuove, che diventano dei grandi successi, come O ccafé, Io e Pasqualino Maragià. Ad ottobre la Fonit decide di racchiuderle in un nuovo 33 giri, accanto a brani già pubblicati nei mesi precedenti, come Resta cu mme (che però viene qui inserita in una versione cantata in inglese che era ancora inedita per l'Italia, anche se il titolo resta in napoletano) e reincisioni di canzoni risalenti al periodo RCA.
La copertina del disco raffigura un primo piano del viso del cantautore, su sfondo verde giallo. Non sono presenti né in copertina né sull'etichetta notizie in merito ai musicisti o agli arrangiatori.
Si tratta dell'ultimo LP di Modugno ad essere pubblicato in formato 25 cm, inferiore a quello degli usuali 33 giri.

## Tracce
LATO A
1. Io (testo di Domenico Modugno e Franco Migliacci; musica di Domenico Modugno)
2. La sveglietta (testo di Domenico Modugno; musica di Domenico Modugno e Franco Nebbia)
3. Resta cu mme[1] (testo di Milt Gabler; testo originale di Dino Verde; musica di Domenico Modugno)
4. Pasqualino maragià (testo di Domenico Modugno e Franco Migliacci; musica di Domenico Modugno)

LATO B
1. Nisciuno po' sape' (testo di Riccardo Pazzaglia; musica di Domenico Modugno)
2. 'O ccaffe' (testo di Riccardo Pazzaglia; musica di Domenico Modugno)
3. Ninna nanna (testo e musica di Domenico Modugno e Franco Nebbia)
4. Marinai, donne e guai (testo e musica di Domenico Modugno)